# Bience Gawanas
Bience Philomina Gawanas, née en 1956, est une avocate namibienne.

## Biographie
Elle est la fille de Philémon Gawanab et d'Hilde Rheiss. Ses études primaires se déroulent à la St Andrew's School, première école non raciale de Windhoek crée par Richardene Kloppers et son mari. Elle effectue ses études secondaires à Tses, dans la région de l'ǁKaras, au sud de la Namibie. Elle prolonge ensuite par des études supérieures en droit à l'université du Cap-Occidental, dans la ville du Cap, en Afrique du Sud. Son intérêt pour le domaine juridique est déclenché par la mort de son frère aîné tué par des blancs, un fait qualifié d'accident de la route par la police. Elle est aidée par l'église catholique ce qui lui permet de résister à la pression de fonctionnaires du régime de l'apartheid fonctionnaires pour abandonner des études juridiques et changer d'orientation. La Namibie est occupée illégalement par l'Afrique du Sud jusqu'en 1990. « Lorsque j'ai décidé d'étudier le droit, l'un des inspecteurs a voulu m'en dissuader, affirmant que l’intelligence d'un enfant noir comme moi est inférieure à celle d'un enfant blanc et que le domaine juridique n'était sans doute  pas fait pour moi », indique-t-elle dans un entretien.

Elle est expulsée de l'UWC après les émeutes de Soweto en 1976.
Après son expulsion, elle devient membre actif de la ligue de la jeunesse de la SWAPO en Namibie, et enseignante. Elle est contrainte à l'exil et vit en Zambie, en Angola et à Cuba, où elle enseigne dans les centres d'accueil d'exilés. En 1981, l'Organisation Internationale du travail la met à contribution comme stagiaire à son siège. Puis elle bénéficie d'une bourse de l'Africa Educational Trust  pour reprendre des études à l'université de Warwick, au Royaume-Uni. Elle obtient son diplôme en 1987 et est enregistré comme avocat au Lincoln's Inn, à Londres en 1988.
Sa formation pratique consiste à travailler avec un barrister réputé, Lord Tony Gifford, sur des affaires relatives aux droits de l'homme comme les Six de Birmingham. Tout au long de son exil, elle milite pour l'indépendance de la Namibie. Elle est membre fondatrice de l'association des avocats contre l'apartheid en Grande-Bretagne.
En 1988, elle se rend en Zambie pour y retrouver sa fille . Mais elle y est arrêtée par la SWAPO, prise alors dans une crise d'espionnite : elle est accusée comme plusieurs milliers de Namibiens sympathisants de la SWAPO d'être une espionne à la solde de l'Afrique du Sud. Ces allégations n'ont jamais été prouvées malgré des mois de l'isolement et de  torture. Son cas est cité dans les négociations entre les Nations unies et la SWAPO pour préparer l'indépendance la Namibie. En définitive, elle est libérée, devenant l'une des premières Namibiennes à revenir vivant des « donjons » de Lubango, dans le Sud de l'Angola. En juillet 1989, elle et sa fille sont rapatriés par l'Organisation des Nations unies. Elles reviennent finalement sur le sol namibien.
Le pays prépare son indépendance, sous la protection d'un Groupe d'assistance des Nations unies pour la période de transition. La situation est très tendue. De retour en Namibie, son premier travail est avec l'avocat Anton Lubowski, membre de la SWAPO. Cette mission prend fin à la suite de l'assassinat d'Anton Lubowski, probablement par une unité des Forces de défense sud-africaines (SADF) du régime de l'apartheid en septembre 1989. Elle travaille ensuite pour un Centre d'assistance juridique jusqu'en 1991 où elle est nommée par le Parlement à la Commission du Service public de la Namibie. Le président Sam Nujoma, la nomme médiatrice en 1996,, sur une recommandation de la Commission des Services Judiciaires, chargée d'enquêter et de résoudre les plaintes sur l'administration. Elle remplit cette mission jusqu'en 2003. Elle sert également en tant que Secrétaire exécutive de l'African Ombudsman Association ou Association africaine des médiateurs (AAM).
En juillet 2003 , elle est élue, par les chefs d'État africains, commissaire aux Affaires sociales de la Commission de l'Union africaine,,, basée à Addis-Abeba, en Éthiopie. Elle est élue pour deux mandats, en 2003 et en 2008, et après la fin de son second mandat en octobre 2012, elle retourne en Namibie, où elle devient conseillère spéciale du ministre de la Santé et des Services sociaux.

## Exil et carrière
Elle est douze ans contrainte à l'exil, en raison de son opposition à l'apartheid et à l'occupation de la Namibie par l'Afrique du Sud jusqu'en 1990. Revenue en Namibie, elle y est commissaire à la Commission de la Fonction publique, de 1991 à 1996, et médiatrice dans le Gouvernement Namibien de 1996 à 2003, puis commissaire aux affaires sociales à la Commission de l'Union africaine. Elle a également été enseignante dans le Droit du Genre à l'Université de Namibie, directrice de l'office central de la Banque de Namibie, et impliquée dans des organisations non gouvernementales, notamment comme secrétaire générale de l'Organisation nationale des femmes de Namibie et patronne de la Fédération namibienne de personnes handicapées. En tant que présidente de la Commission de Réforme du Droit, elle a supervisé l'élaboration de la loi sur l'Égalité des personnes mariées. La commission a également mené des travaux sur d'autres sujets, notamment sur les violences sexuelles.

## Titre honorifique
- Docteur honoris causa en droit de l'université du Cap-Occidental (septembre 2012)[4].